# Římskokatolická farnost Tršice
Římskokatolická farnost Tršice je územní společenství římských katolíků v obci Tršice s farním kostelem Narození Panny Marie v děkanátu Olomouc. Její součástí jsou také vesnice Lazníčky a Svrčov.

## Historie farnosti
Původní kostel byl postaven ve 14. století, připomínán je roku 1347. V tomto roce záznamy výslovně jmenují faráře Racka, čímž je doložena i existence farního kostela. Od roku 1634 až do roku 1672 byla tršická farnost přidělena do Penčic. Roku 1642 byl tršický kostel vypálen Švédy a částečně pobořen. Roku 1758 vypálili a zpustošili kostel i s věží Prusové. Kostel byl následně obnoven, nevyhovoval však potřebám tršické farnosti. Proto metropolitní kapitula v Olomouci dala roku 1904 souhlas ke zbourání a v letech 1905-1906 byl postaven kostel stávající.

## Duchovní správci
Od července 2013 je administrátorem excurrendo R. D. Mgr. František Foltýn.

## Bohoslužby
| Kostel               | Místo  | Bohoslužba (den) | Hodina                                    | Poznámka     |
| -------------------- | ------ | ---------------- | ----------------------------------------- | ------------ |
| Narození Panny Marie | Tršice | neděle středa    | 9.45 17.00 (zimní čas)/ 18.00 (letní čas) | farní kostel |

## Aktivity farnosti
Ve farnosti se koná každoročně farní den. Od roku 2000 se farnost zapojila do akce tříkrálová sbírka, v roce 2017 se při ní vybralo 33 997 korun.